# Rauvolfia maxima
Rauvolfia maxima är en oleanderväxtart som beskrevs av Markgraf. Rauvolfia maxima ingår i släktet Rauvolfia och familjen oleanderväxter. Inga underarter finns listade i Catalogue of Life.